# Ифсар
Ифсар (серб. Ифсар, босн. Ifsar) — населенный пункт (деревня) в общине Чайниче, который принадлежит энтитету Республике Сербской, Босния и Герцеговина. По результатам югославской переписи населения 1991 года в Ифсаре проживало 72 человека. Ифсар находится на границе с Черногорией.

## Население
В населении деревни примерно равную долю имеют мусульмане (боснийцы) и сербы, небольшое преимущество в численности на стороне боснийцев.
| 1961                           | 1971 | 1981 | 1991 | - | - | - |
| ------------------------------ | ---- | ---- | ---- | - | - | - |
| 156                            | 141  | 113  | 72   | - | - | - |
| Гистограмма динамики населения |      |      |      |   |   |   |

### Национальный состав населения
На 1991 год:
- сербы — 38 человек (52,78 %);
- хорваты — 0 человек (0,00 %);
- мусульмане — 34 человека (47,22 %);
- югославы — 0 человек (0,00 %);
- другие и неизвестно — 0 человек (0,00 %).